# Kotelnyjön

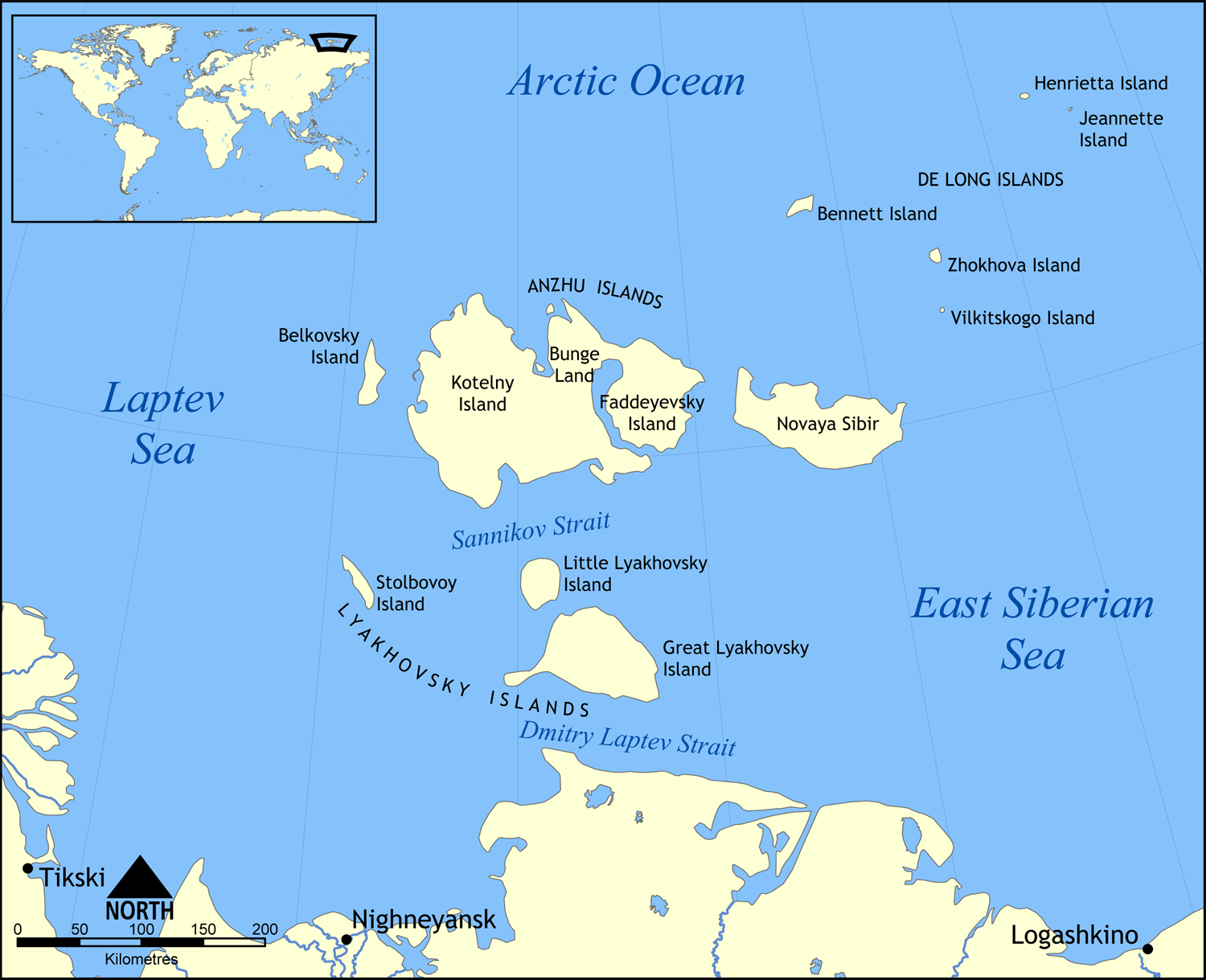
Områdeskarta

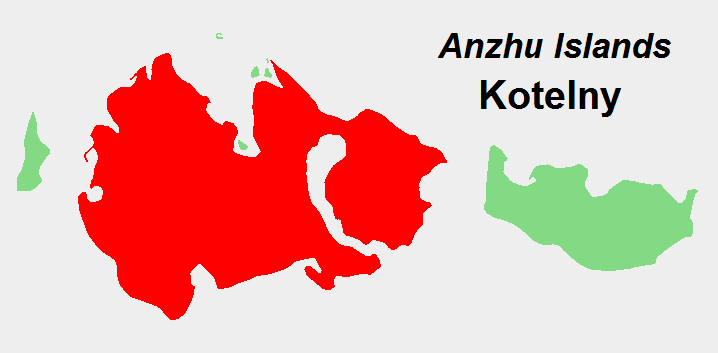
Lägeskarta

Kotelnyjön (ryska: остров Котельный, ostrov Kotelnyj; även kallad "Kittelön") är huvudön i ögruppen Anzjus öar i Norra ishavet och tillhör Ryssland.

## Geografi
Kotelnyjön ligger ca 4.500 km nordöst om Moskva utanför Sibiriens nordöstra kust mellan Laptevhavet i väst och Östsibiriska havet i öst.
Den obebodda ön är av vulkaniskt ursprung och har en areal om cirka 11.665 km². Den högsta höjden är berget Malakatyn-Tas, cirka 374 m ö.h.
Den lilla Tjukotjafloden rinner västerut igenom öns steniga och bergiga landskap mot Laptevhavet. Den nordligaste punkten är Anisijudden som också är Laptevhavets nordvästligaste punkt.
Kotelnyjön förbinds genom sandbanken Bungeland med grannön Faddejevskijön.
Förvaltningsmässigt ingår ögruppen i den ryska delrepubliken Sacha.

## Historia
Kotelnyjön upptäcktes kring 1773 av ryske köpmannen Ivan Ljachov under dennes upptäcktsresa i området.
1809 till 1811 genomförde även Mathias Hedenström en forskningsresa i området.
Hela Anzjus öar namngavs efter ryske sjöofficeren Pjotr Anzju (Peter Anjou) som under en forskningsexpedition åren 1820 till 1823 genom den östra delen av sibiriska ishavskusten under Ferdinand von Wrangel gjorde den första kartan över öarna.
Åren 1885 till 1886 och 1893 samt 1900-1902 genomförde balttyske upptäcktsresande Eduard Toll och Alexander Bunge i rysk tjänst en forskningsresa till området.